# Мисис Даутфайър
„Мисис Даутфайър“ (на английски: Mrs. Doubtfire) е американска комедия от 1993 г. с участието на Робин Уилямс, Сали Фийлд и Пиърс Броснан в главните роли.
Сценарият е по романа „Мадам Даутфайър“ на Ан Файн. Режисьор е Крис Кълъмбъс с разпространител 20th Century Fox. Печели Оскар за най-добър грим. Поставен е на 67-о място в списъка на най-смешните филми, направена от Американския филмов институт. Той също така е на 40-о място в листата на най-смешните филми на Браво. Музиката е на Хауърд Шор.

## Сюжет
Действието на филма се развива през 1990-те. Даниъл Хилард е комедиант, но общо взето с детска психика и не поема никакви семейни отговорности и задължения. След като организира рожден ден за децата си и техните приятели, оставени без надзор, те превръщат къщата в зоопарк. След като жена му се връща от работа, тя решава, че е време да се разделят. След развода, той губи работата си, и най-лошото, което го сполетява е, че съдът нарежда да вижда децата си само веднъж в седмицата. Той намира решение на този проблем като се преоблича като възрастна жена и става тяхна детегледачка. По този начин той може да е с тях всеки ден. Това негово превъплъщение обаче води до непредвидими последствия и непредсказуеми неприятности.

## „Мисис Даутфайър“ В България
В България филмът е излъчен по Канал 1 на 23 май 1999 г. в неделя от 20:20 ч. в рубриката „Фокс-киномания“. Това е първият игрален филм, направен със синхронен дублаж, и единственият, направен за БНТ. Екипът се състои от:
| Обработка                                     | Продуцентско направление „КИНО“ |
| --------------------------------------------- | --- |
| Превод                                        | Надя Баева |
| Синхронна адаптация                           | Наталия Пенева |
| Редактор                                      | Петя Игнатова |
| Режисьор на дублажа                           | Димитър Караджов |
| Тонрежисьор                                   | Трендафилка Немска |
| Тонооператор                                  | Йордан Темелков |
| Озвучаващи артисти                            | Антония Драгова Венета Зюмбюлева Ани Василева Елена Русалиева Лидия Вълкова Владимир Пенев Даниел Цочев Мариус Донкин Румен Рачев Иван Танев Марин Янев |
| Асистент-режисьор                             | Жаклин Танчева |
| Ръководител на дублажен комплекс „София Прес“ | Васил Ерменков |

През 2006 г. е издаден на DVD от Мей Стар с войсоувър дублаж на Александра Аудио. Екипът се състои от:
| Превод              | Надя Баева                                                  |
| Режисьор на дублажа | Василка Сугарева                                            |
| Тонрежисьор         | Пламен Чернев                                               |
| Озвучаващи артисти  | Ася Братанова Ирина Маринова Христо Узунов Светослав Добрев |

На 14 януари 2007 г. започна и по bTV с български субтитри.
През 2011 г. е излъчен с дублаж по същата телевизия. Екипът се състои от:
| Озвучаващи артисти  | Радосвета Василева Даниела Йорданова Вилма Карталска Веселин Ранков Веселин Калановски Александър Воронов |
| Преводач            | Полина Николова                                                                                           |
| Тонрежисьор         | Наталия Василева                                                                                          |
| Режисьор на дублажа | Тамара Войс                                                                                               |